# アレクサンドル・ザイツェフ (フィギュアスケート選手)
アレクサンドル・ゲンナージエヴィチ・ザイツェフ（ロシア語: Александр Геннадиевич Зайцев, 英語: Alexander Gennadiyevich Zaitsev; アリクサーンドル・ギンナーヂイェヴィチュ・ザーイツェフ、1952年6月16日 - ）は、旧ソビエト連邦出身の男性フィギュアスケート選手。1976年インスブルックオリンピック、1980年レークプラシッドオリンピックペア金メダリスト。1973-1978年世界フィギュアスケート選手権ペアチャンピオン。パートナーは妻でもあるイリーナ・ロドニナ。

## 経歴
- 1972-1973年シーズンよりイリーナ・ロドニナと組む。
- 1973-1978年世界フィギュアスケート選手権優勝。
- 1975年4月、パートナーでもあるイリーナ・ロドニナと結婚。
- 1976年インスブルックオリンピックで金メダルを獲得。
- 1979年長男の誕生により休養。
- 1980年レークプラシッドオリンピックで2大会連続となる金メダルを獲得。
- 1979-1980年シーズン終了後現役引退。

## 主な戦績
| 大会/年        | 72-73 | 73-74 | 74-75 | 75-76 | 76-77 | 77-78 | 78-79 | 79-80 |
| -------------- | ----- | ----- | ----- | ----- | ----- | ----- | ----- | ----- |
| オリンピック   |       |       |       | 1     |       |       |       | 1     |
| 世界選手権     | 1     | 1     | 1     | 1     | 1     | 1     |       |       |
| 欧州選手権     | 1     | 1     | 1     | 1     | 1     | 1     |       | 1     |
| ソビエト選手権 | 1     | 1     | 1     |       | 1     |       |       |       |
| モスクワ国際   |       |       |       |       |       | 1     |       |       |